# Marco Haller (Radsportler)
Marco Haller (* 1. April 1991 in Sankt Veit an der Glan) ist ein österreichischer Radrennfahrer.

## Sportlicher Werdegang
Marco Haller wurde in der Jugend 26-facher österreichischer Meister auf der Straße, auf der Bahn und im Querfeldein. Bei der Europäischen Jugendolympiade 2007 in Belgrad gewann er die Silbermedaille im Einzelzeitfahren.
Bei den Junioren wurde Haller erneut mehrfacher österreichischer Meister, bei den Junioren-Weltmeisterschaften in Moskau wurde er Dritter und bei den Europameisterschaften in Hooglede Vierter, jeweils im Straßenrennen. Im selben Jahr fuhr er im Trikot des österreichischen Nationalteams drei Tage im grünen Sprinttrikot bei der Trofeo Karlsberg und gewann fünf Etappen im Rad-Nationencup der Junioren, unter anderem beim Course de la Paix Juniors.
Im Erwachsenenbereich schloss sich Haller 2010 dem Continental Team Tyrol an und wechselte 2010 zum Team Adria Mobil.
Seinen ersten Vertrag bei einem UCI WorldTeam, also einer Mannschaft der ersten Kategorie, erhielt Haller ab 2012 beim Katusha Team, für das er 2012 eine Etappe der Tour of Beijing, einem Rennen der UCI Pro Tour gewann. 2014 gewann er eine Etappe der Österreich-Rundfahrt. In der Saison 2015 gewann Haller die Gesamtwertung der Tour des Fjords, nachdem er auf der letzten Etappe Teil der Ausreißergruppe des Tages war. Er wurde von seinem Team erstmals für die Tour de France 2015 nominiert und gewann im Straßenrennen seinen bisher einzigen nationalen Titel im Straßenrennen. In den Folgejahren absolvierte er für sein Team noch fünf weitere Grand Tours, bei denen er vorrangig als Helfer eingesetzt wurde. Im April 2018 erlitt Haller im Radtraining bei einem Zusammenstoß mit einem Auto schwere Verletzungen am linken Bein und musste mehrere Monate pausieren.
Nach acht Jahren bei Katusha wechselte Haller zur Saison 2020 zum Team Bahrain-McLaren, für das er zwei Jahre fuhr und zweimal an der Tour de France teilnahm. 2021 wurde er Vizestaatsmeister in Kufstein.
Zur Saison 2022 wechselte Haller zum deutschen UCI WorldTeam Bora-hansgrohe, um dort sowohl Aufgaben als Helfer zu übernehmen als auch eigene Ambitionen bei Eintagesrennen zu verfolgen. Bei der Tour of Norway gewann er die vierte Etappe und erzielte damit seinen ersten Sieg seit fast sieben Jahren. Wenige Wochen später gelang ihm durch den Sieg bei der Cyclassics Hamburg sein bis dahin größter Karriereerfolg, wobei er im Sprint einer fünfköpfigen Spitzengruppe Wout van Aert schlug. Dies war sein bisher einziger Sieg auf der UCI WorldTour.
2024 wurde Haller vom österreichischen Verband für das olympische Straßenrennen nominiert.  Im Sprint um Bronze hatte er das Nachsehen, belegte aber einen sensationellen sechsten Rang.

## Ehrungen
2022 und 2024 wurde Marco Haller zum österreichischen Radsportler des Jahres gewählt.

## Erfolge
2007
- Europäisches Olympisches Sommer-Jugendfestival – Einzelzeitfahren

2008
- Österreichischer Meister – Kriterium (Junioren)
- Österreichischer Meister – 1000-m-Zeitfahren (Junioren)
- Österreichischer Meister – Sprint (Junioren)
- Österreichischer Meister – Scratch (Junioren)
- Österreichischer Meister – Keirin (Junioren)
- Österreichischer Meister – Einerverfolgung (Junioren)

2009
- Österreichischer Meister – Kriterium (Junioren)
- Weltmeisterschaften – Straßenrennen (Junioren)
- vier Etappen Tour de l’Abitibi
- eine Etappe Internationale Friedensfahrt (Junioren)

2011
- Österreichischer Meister – Einerverfolgung
- Österreichischer Meister – Zeitfahren

2012
- eine Etappe Tour of Beijing

2013
- Mannschaftszeitfahren Tour des Fjords
- Bergwertung Driedaagse Brugge-De Panne

2014
- eine Etappe Österreich-Rundfahrt

2015
- Gesamtwertung und Nachwuchswertung Tour des Fjords
- Österreichischer Meister – Straßenrennen

2022
- eine Etappe Tour of Norway
- Cyclassics Hamburg

## Grand-Tour-Platzierungen
| Grand Tour            | 2015 | 2016 | 2017 | 2018 | 2019 | 2020 | 2021 | 2022 | 2023 | 2024 | 2025 |
| --------------------- | ---- | ---- | ---- | ---- | ---- | ---- | ---- | ---- | ---- | ---- | ---- |
| Giro d’ItaliaGiro     | –    | –    | –    | –    | 116  | –    | –    | –    | –    | –    | –    |
| Tour de FranceTour    | 126  | 162  | 155  | –    | 148  | 143  | 127  | 86   | 78   | 85   | 97   |
| Vuelta a EspañaVuelta | –    | –    | 118  | –    | –    | –    | –    | –    | –    | –    |      |